# NGC 7808
NGC 7808 ist eine linsenförmige Galaxie mit aktivem Galaxienkern vom Hubble-Typ (R)SA0? im Sternbild Walfisch südlich der Ekliptik. Sie ist schätzungsweise 399 Millionen Lichtjahre von der Milchstraße entfernt und hat einen Durchmesser von etwa 150.000 Lj.

Im selben Himmelsareal befindet sich u. a. die Galaxie IC 1529.
Das Objekt wurde im Jahr 1886 vom US-amerikanischen Astronomen Frank Muller entdeckt.